# Johann Wenth
Johann Wenth (Vandal, Wandalus, Slavus) (* um 1495 in Gandersheim; † 11. August 1541 in Ribe) war der zweite lutherische Superintendent in Hadersleben und der erste evangelische Bischof / Superintendent im Bistum Ribe.

## Leben und Wirken
Wenths Eltern sind unbekannt. Zu seinen frühen Jahren ist lediglich dokumentiert, dass er sich 1516 an der Universität Wittenberg einschrieb, 1517 Baccalaureus und 1526 Magister artium wurde. In Wittenberg studierte er Theologie bei Martin Luther und Latein und Altgriechisch bei Philipp Melanchthon und wurde Anhänger der evangelischen Lehre. Wahrscheinlich im Frühjahr 1526 wurde er von Herzog Christian, dem späteren König Christian III., zum Lektor der Theologie am Kollegiatskapitel in Hadersleben ernannt. Vermutlich im Jahr 1527 heiratete er Anna Gyren, mit der er zwei Söhne und mindestens zwei Töchter hatte.
Wenth und Eberhard Weidensee bauten im Auftrag des Herzogs in den Ämtern Hadersleben und Törninglehn die erste lutherische Landeskirche der Region auf. Wenth, der insbesondere klassische Sprachen beherrschte, kümmerte sich hauptsächlich um den Unterricht an der neuen evangelischen Predigerschule, zu der Herzog Christian im Zuge der Einführung der Reformation in seinem Herrschaftsgebiet die bisherige Kollegiatsschule umwandelte, damit dort die gegenwärtigen und künftigen Pastoren in den evangelischen Lehre ausgebildet werden sollten. Da hierzu nicht viele Quellen vorliegen, können seine Arbeiten hier nur schwierig detailliert nachvollzogen werden. Es könnte sein, dass er Briefe für Herzog Christian verfasste, die dieser an Bischof Iver Munk sandte. Darin ging es um das Fasten und weitere theologische Aspekte.
Als vermutlich am 1. Mai 1526 Dorfpastoren zu einer Reformationsveranstaltung nach Hadersleben kamen, war Wenth am Hof des Herzogs zugegen. Im Januar 1527 begleitete er die Vertreibung von Bettelmönchen und erlebte die Einführung der evangelischen Messe mit. Er war einer der Hauptakteure, als die Pastoren 1528 die Haderslebener Artikel (Articuli pro pastoribus) unterzeichneten, in denen sie sich auf die lutherische Lehre verpflichteten. 1529 beteiligte er sich an der Flensburger Disputation mit Melchior Hofmann.
Im März 1533 verließ Superintendent Weidensee Hadersleben. Wenth folgte auf ihn im Amt und hielt im April 1535 als eine der ersten Amtshandlung eine Leichenpredigt auf König Friedrich I. Im März 1537 besuchte er eine Zusammenkunft einer von Christian III. initiierten Kommission, die in Hadersleben zusammen mit Johannes Bugenhagen die dänische Kirchenordnung erstellen sollten. Für Behauptungen, dass Wenth selbst der Autor des Textes gewesen sei, existieren keine Belege. Die Bevölkerung in den von ihm geleiteten Gemeinden sprach dänisch und besuchte dänischsprachige Gottesdienste. Der Unterricht in der Predigerschule erfolgte auf Niederdeutsch.

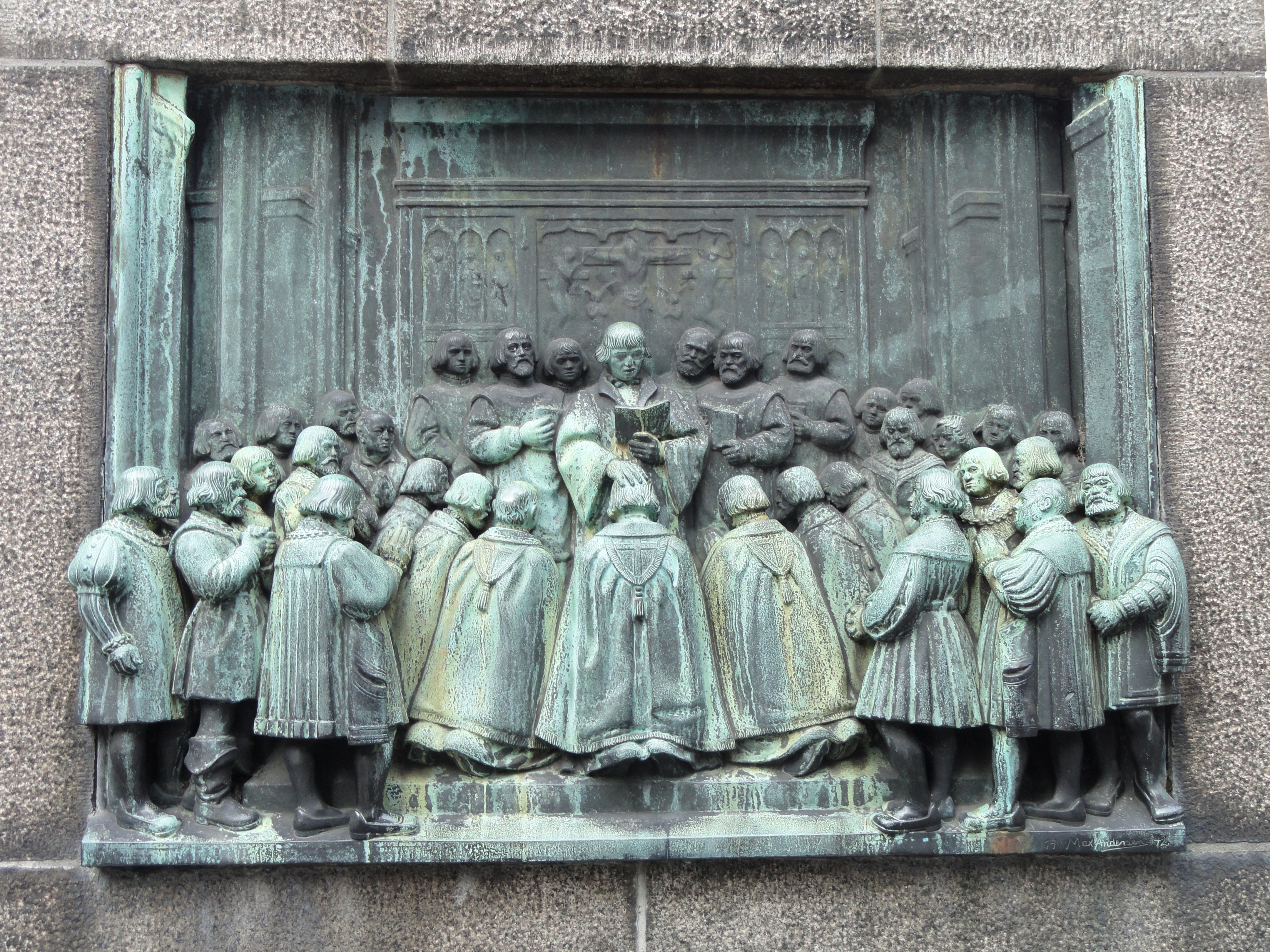
Segnung der neuen Superintendenten am 2. September 1537 als eines der vier Reliefs auf dem Reformationsdenkmal in Kopenhagen

Am 2. September 1537 führte Johannes Bugenhagen in Kopenhagen neue lutherische Superintendenten in ihr Amt ein. Diese ersetzten die katholischen Bischöfe. Wenth übernahm als einer der neuen Superintendenten das Amt von Ripen. Da bei der Umsetzung der Reformation alle katholischen Geistlichen ihre Stellen behalten hatten, musste sich Wenth zumeist damit befassen, diesen die neue Lehre zu vermitteln. Hierzu hielt er Synoden ab und unternahm Visitationen. Mitunter verfasste er in diesem Anliegen auch Briefe und Rundschreiben.
1540 besuchte Wenth die Synode der Superintendenten in Kopenhagen. Er bat Peder Palladius als Superintendenten von Seeland, eine Erklärung des lutherischen Kleinen Katechismus für Dorfpastoren zu verfassen. Diese kam 1541/42 als Brevis exposito Catechismi pro parochis Norveganis (Kurze Erklärung des Katechismus für die Kirchspiele in Norwegen) für norwegische Pastoren heraus. Hierin ist eine Würdigung Wenths zu finden, der zum Zeitpunkt der Veröffentlichung bereits verstorben war.
Wenth selbst schrieb die Ratio Visitationis Praepositorum. Diese war für Pröpste gedacht, die im Auftrag des Superintendenten einmal jährlich ihre Gemeinden visitierten sollten. In seiner Ordnung orientierte sich Wenth an der Kirchenordnung von 1537, die den Pröpsten eine bedeutende Rolle zukommen ließ. Sie sollten die Rechnungsführung der Kirchen kontrollieren, Lehre und Leben des Pastors prüfen und den Zustand der Gemeinden ermitteln. Die Ratio Visitationis Praepositorum zeigte Wenth als philippistischen Reformatoren.
Da kirchliche und weltliche Führungspersonen in der Verwaltung der Kirche eng miteinander verknüpft waren, kam es zu Auseinandersetzungen. Bei einem Konflikt um die Vergabe der Kantorenstelle im Domkapitel von Ripen verbündete sich Wenth mit Johann Rantzau gegen das Domkapitel. Wenth geriet darüber hinaus aus unbekannten Gründen in einen Streit mit dem ihm untergebenen Propst Niels Svane. Dieser trat von seinem Amt zurück und wechselte nach Wittenberg.
Christian III. hatte eine hohe Meinung von Wenth. Obwohl dieser kein dänischer Geistlicher war, machte er ihn zum Superintendenten von Ripen. Er plante auch, ihn zu seinem persönlichen Ratgeber in kirchlichen Belangen machen, setzte dies jedoch nicht um. Nach Wenths Tod nahm sich der König der Witwe und der Kinder an.